# Waldwächter
Der Waldwächter (Arma custos) ist eine häufige, in ganz Europa bis nach Sibirien verbreitete Baumwanze (Pentatomidae). Er lebt in Wäldern und auf Waldlichtungen auf Bäumen, meist auf Erlen (Alnus) und Sträuchern.

## Merkmale
Diese zwischen 10 und 13 Millimeter lange, kräftige und etwas derb erscheinende Wanzenart ist vergleichsweise flach und oval gebaut. Die Imago ist hell- bis dunkelbraun gefärbt und trägt auf der Oberseite (Halbdecken, Halsschild, Schildchen und Kopf) zahlreiche unregelmäßig verteilte schwarze Punktgruben. Die Färbung wird zum Herbst hin zum Teil erheblich dunkler. Das Konnexivum ist hell und am Vorder- und Hinterrand eines jeden Segments dunkel gefärbt. Der Halsschild (Pronotum) ist groß mit abgerundeten Seitenecken. Von oben gesehen erscheint er eingeknickt. Vor dem Knick finden sich randlich zahlreiche Zähnchen. Das Schildchen (Scutellum) ist groß und reicht bis zur Mitte des Hinterleibs. Die Fühler sind rotbraun; das dritte und vierte Glied ist dunkelbraun und gelb geringelt, das fünfte ist meist hell. Das erste Fußglied der Tarsen ist deutlich länger als die übrigen zwei.

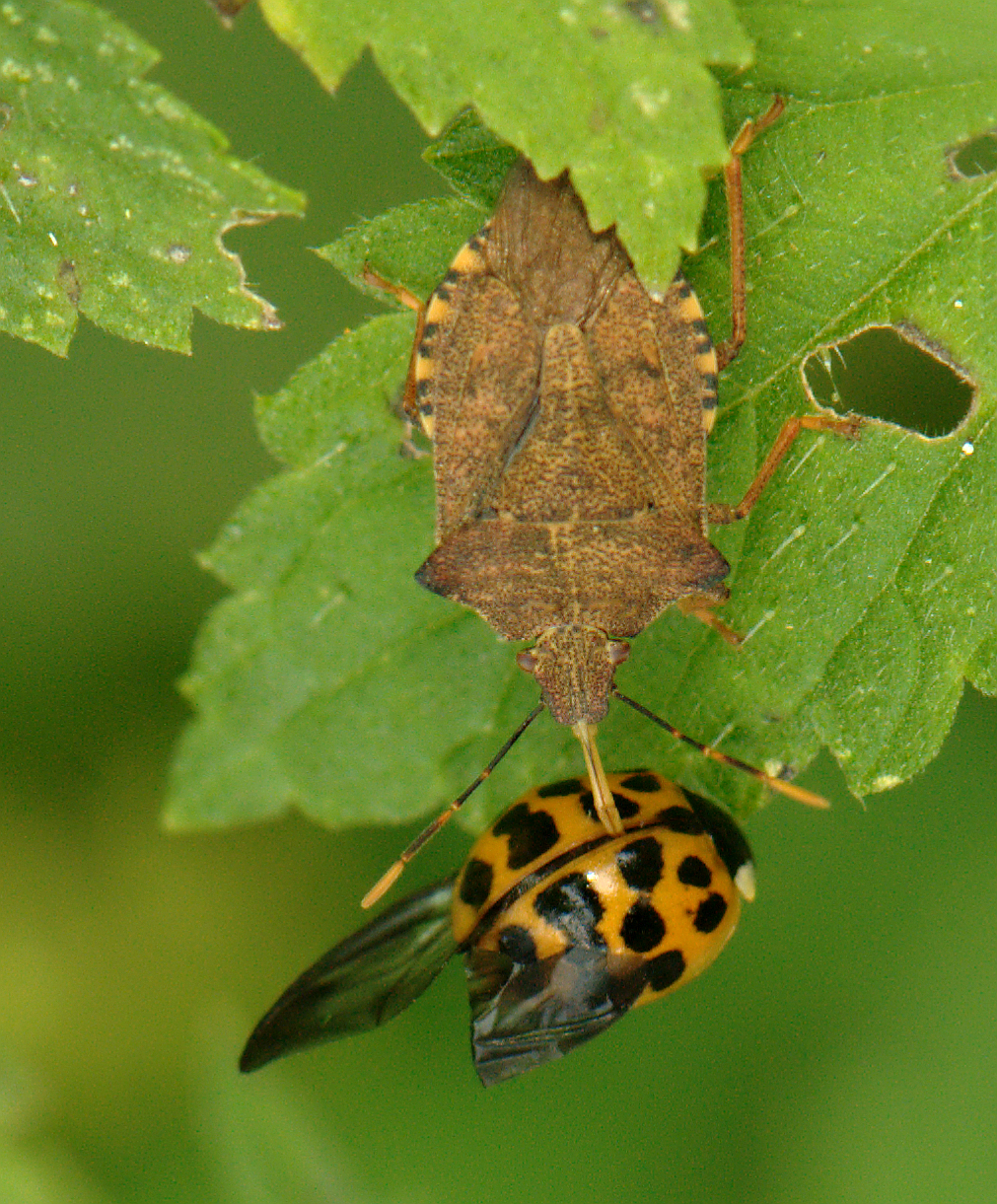
Waldwächter mit erbeutetem Asiatischem Marienkäfer (Harmonia axyridis)

Die Nymphen sind deutlich heller als die adulten Tiere. Ihr Hinterleib (die Flügel sind noch nicht entwickelt) ist gelbbraun mit einem wie bei erwachsenen Tieren gefärbten Konnexivum und einer Reihe dunkler Flecke auf der Oberseite. Ihre Fühler sind nur viergliedrig.

## Lebensweise
Die Wanzen dieser Art ernähren sich räuberisch von Insekten wie Käfern und deren Larven. Gelegentlich stechen sie auch andere Wanzenarten mit ihrem kräftigen Stechrüssel (Rostrum) an, um sie auszusaugen. Sie können dabei das Rostrum horizontal vorstrecken und die Beute frei herumtragen. Sie stechen im Bereich der dünnen Häute zwischen den Segmenten (Intersegmentalhäutchen) ein, weil sie mit den dünnen Stechborsten die verhärteten (chitinisierten) Teile, ebenso wie die menschliche Haut nicht durchdringen können.
Die Eier werden meist in Gruppen auf der Wirtspflanze abgelegt. Es werden fünf Larvenstadien durchlaufen, die Jungtiere bleiben oft zunächst in Geschwistergemeinschaften zusammen. Die Überwinterung der hemimetabolen Tiere erfolgt im Erwachsenenstadium.

## Entwicklungsstadien

Eier mit Jungnymphen sowie mehrere Stadien einer Nymphe
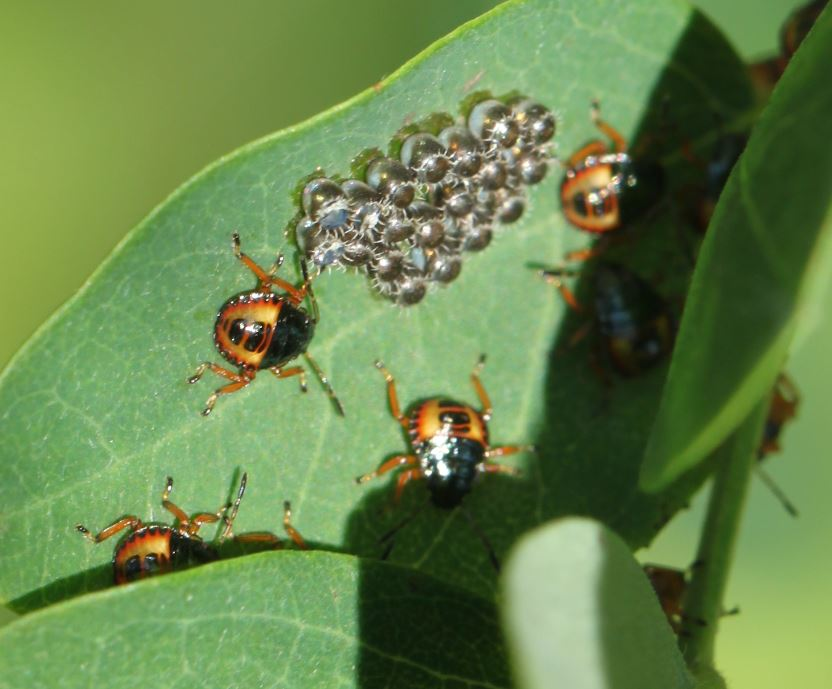
Eigelege mit Jungnymphen
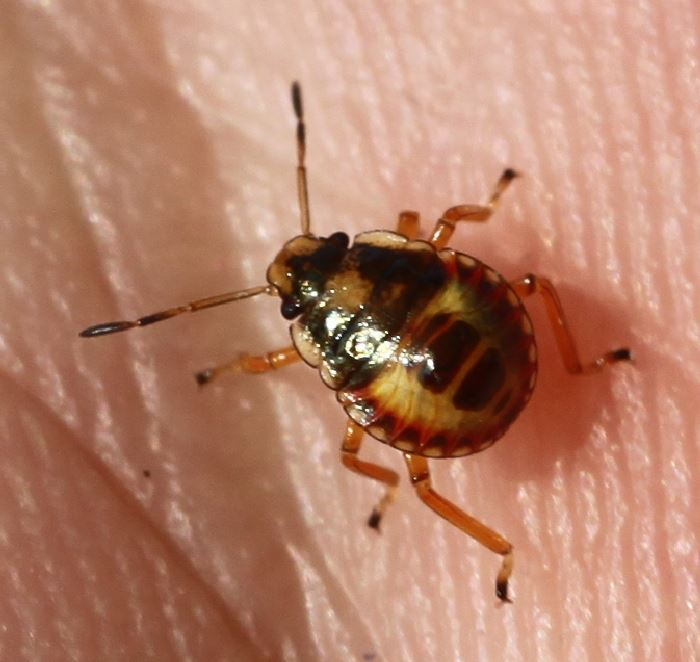
Nymphe 6 Tage später
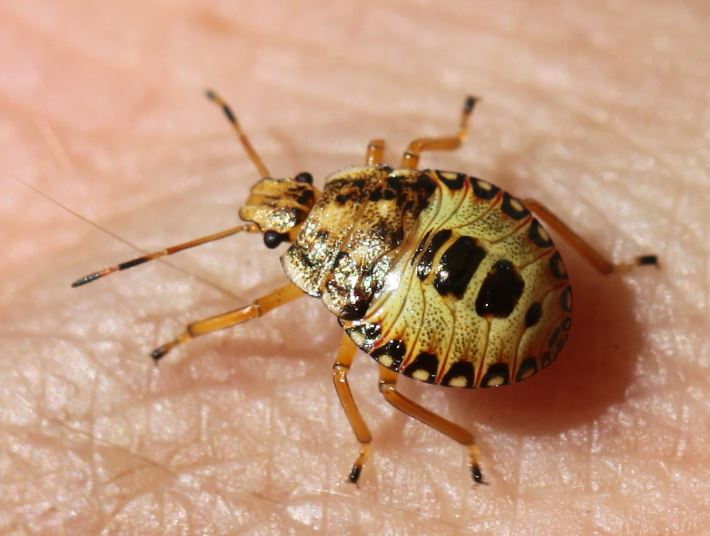
Nymphe 16 Tage später
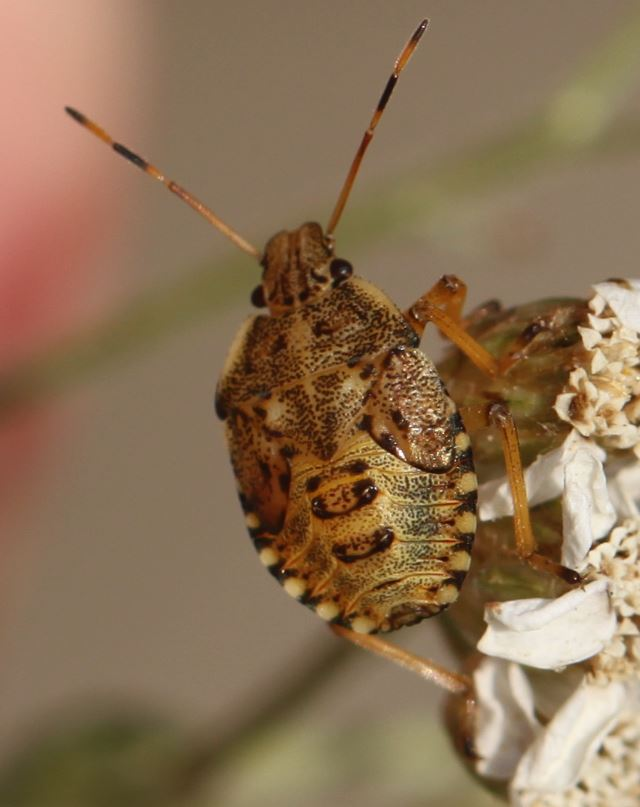
Nymphe 28 Tage später